# Christian Rantzau (1730-1765)
 Der er flere personer med dette navn, se Christian Rantzau.
Christian greve Rantzau (2. december 1730 i Odense – begravet 8. februar 1765 i København) var en dansk stiftamtmand, bror til Frederik Rantzau, Carl Adolph Rantzau og Otto Manderup Rantzau.
Han var søn af Christian lensgreve Rantzau. Han blev kammerherre 1757. 8. september 1760 - 2. marts 1762 var Rantzau stiftamtmand over Viborg Stift og amtmand over Hald Amt. Da han døde før faderen, blev det hans brødre, som overtog grevskabet.
Han blev gift 8. marts 1758 i Christiansborg Slotskirke med Frederikke Lousie Raben (28. oktober 1734 i København - 20. juni 1797 i Odense).